# كوراكورا
كوراكورا (بالإنجليزية: Coracora)‏ هي مدينة، تتبع Coracora District ‏، هي عاصمة Coracora District ‏، وParinacochas province ‏.